# Wiktor Semjonowitsch Abakumow
Wiktor Semjonowitsch Abakumow (russisch Виктор Семёнович Абакумов, Transliteration Viktor Semjonovič Abakumov; * 11.jul. / 24. April 1908greg. in Moskau; † 19. Dezember 1954 in Leningrad) war ein sowjetischer Funktionär der Staatssicherheit und von 1946 bis 1951 als Minister für Staatssicherheit der Sowjetunion Vorsitzender des MGB, der Vorläuferorganisation des KGB.

## Lebenslauf
Der aus einer Arbeiterfamilie stammende Abakumow beendete nur vier Klassen einer städtischen Schule in Moskau. In den Jahren zwischen 1920 und 1930 arbeitete er in Fabriken und Unternehmen Moskaus, unterbrochen von Einsätzen bei den bewaffneten Kräften:  Von 1922 bis 1925 diente er als einfacher Soldat bei der Sondereinsatztruppe der Roten Armee; von 1927 bis 1928 in einer militärischen Wacheinheit. Mitglied des Komsomol war er seit 1927. 1930 wurde er Vorstandssekretär der staatlichen Aktiengesellschaft „Gonez“ und seit 1930 Mitglied der KPdSU. Von 1931 bis 1932 war er Mitglied des Büros und Leiter der Militärabteilung eines der Moskauer Stadtbezirke beim Moskauer Stadtkomitee des Komsomol. Ab dem Jahr 1932 war er in der KGB-Vorläuferorganisation OGPU beziehungsweise NKWD tätig. Dort arbeitete er zunächst als Ermittler bei der Wirtschaftsabteilung, die für die Bekämpfung von „subversiver Tätigkeit“ in der sowjetischen Volkswirtschaft zuständig war, dann als Bevollmächtigter der Wirtschaftsabteilung des OGPU für das Moskauer Gebiet. 1934 wurde er Ermittlungsbevollmächtigter der Dritten Abteilung der GULAG. 1937 wurde Abakumow stellvertretender Kommandeur einer Einheit bei der Zweiten Abteilung des NKWD, die für Arreste und Observierung zuständig war. Von Dezember 1938 an leitete er den Bezirk Rostow des NKWD.  Vom Februar 1941 an war er stellvertretender Volkskommissar des Inneren, eine Stellung, die der eines stellvertretenden Innenministers entspricht; dort war er für Feuerwehr, Miliz und operative Maßnahmen unter den Grenz- und Inneren Truppen zuständig. Ab Juli 1941 war er zusätzlich zu diesem Amt Leiter der besonderen Abteilungen des NKWD, d. h. der Gegenspionage. Von April 1943 an war er stellvertretender Volkskommissar der Verteidigung und Leiter der Hauptabteilung Gegenaufklärung SMERSCH des Volkskommissariats für Verteidigung (gleichbedeutend mit dem Verteidigungsministerium der Sowjetunion). Am 9. Juli 1945 wurde er Generaloberst. Von 1946 bis 1951 war er Minister für Staatssicherheit, Mitglied der Kommission des Politbüros des ZK der KPdSU für Justizfragen und schließlich 1950 bis 1951 Vorsitzender des Kollegiums des Ministeriums für Staatssicherheit.
Am 4. Juli 1951 wurde er seines Amtes enthoben, wenig später verhaftet, von Michail Rjumin beschuldigt, er habe sich gegenüber der Ärzteverschwörung passiv verhalten, und deswegen zum Tode verurteilt. Das Urteil wurde zu Lebzeiten Stalins gefällt und nach dessen Tod vollstreckt, weil Abakumow mit seinen Säuberungen während der Leningrader Affäre den Tod vieler Parteifunktionäre verursacht hatte. Gemäß dem Urteil eines Militärgerichtes wurde er am 19. Dezember 1954 erschossen.
Im Dezember 1997 hat das Oberste Gericht Russlands das Urteil revidiert und die Todesstrafe postum in eine Gefängnisstrafe von 25 Jahren umgewandelt.

## Erwähnungen Abakumows
W. S. Abakumows Amtsvorgänger im NKWD Wsewolod Merkulow gab Folgendes zu Protokoll:

„Gleichzeitig mit der Abtrennung des NKWD wurde, soweit ich mich erinnere, der sogenannte SMERSCH in eine eigene Abteilung ausgegliedert, deren Leiter Abakumov war. Abakumov erwies sich als nicht weniger ehrgeizig und anmaßend als Beria, nur dümmer. Schon bald nach seiner Ernennung gelang es Abakumov, sich bei Genosse Stalin einzuschmeicheln, vor allem, wie er selbst sagte, durch systematische, fast tägliche Berichte an Genosse Stalin über das Verhalten einer Reihe von Personen aus den Reihen der wichtigsten Militärs.“

Der hochrangige NKWD-Beamte Pawel Sudoplatow schreibt in seinem Buch „Spezialaufgaben“ über Abakumow:

„Er leugnete die gegen ihn erhobenen Vorwürfe weiterhin vollständig, selbst unter Folter wurde ihm nie ein „Geständnis“ entlockt. ...er verhielt sich wie ein echter Mann mit einem starken Willen... Er musste unglaubliches Leid ertragen (er hatte drei Monate in einem Kühlschrank in Fesseln verbracht), aber er fand die Kraft, sich den Henkern nicht zu unterwerfen. Er kämpfte um sein Leben und bestritt kategorisch die „Ärzteverschwörung“. Dank seiner Entschlossenheit und seines Mutes war es im März und April 1953 möglich, alle an der so genannten Verschwörung Beteiligten rasch freizulassen, da Abakumov als ihr Anführer angeklagt war.“

Der Literaturnobelpreisträger Alexander Solschenizyn lässt W. S. Abakumow mehrmals als Person in seinen Werken direkt auftreten und entwickelt sein Psychogramm. So bespricht Abakumow im Roman Der erste Kreis der Hölle mit seinem Stellvertreter Michail Rjumin (1913–1954), einem ehemaligen Buchhalter, Untersuchungsrichter und, wie sein Vorgesetzter Abakumow selbst, ein Mann des SMERSCH, die Verhaftung politisch Verdächtiger. In einem darauffolgenden Kapitel muss Abakumow bei Josef Stalin über die Staatssicherheit referieren, und Stalin droht ihm, Abakumow, „zum Spaß“, wie es dort heißt, mit der Erschießung, erteilt ihm dann aber jovial seine Befehle, entlässt ihn freundlich, indessen Solschenizyn Stalin im Roman insgeheim schon an die Beseitigung des korrupten Abakumow denken lässt. Diese Szenen spielen im Jahre 1949, und der Schriftsteller belegt viele Begebenheiten und Einzelheiten mit genauen Aussagen seiner eigenen Freunde unter den politischen Gefangenen, die Abakumow persönlich kennenlernen mussten. Solschenizyn nennt Abakumow „den Mann, der auf der Hälfte der Welt jeden beliebigen Menschen ins Gefängnis werfen konnte“.